# Xenija Sergejewna Laskutowa
Xenija Sergejewna Laskutowa (russisch Ксения Сергеевна Ласкутова; englische Schreibweise Ksenia Laskutova; * 29. August 1996) ist eine russische Tennisspielerin.

## Karriere
Laskutowa, die laut ITF-Profil am liebsten auf Sandplätzen spielt, begann im Alter von sieben Jahren mit dem Tennissport. Bislang trat sie vor allem bei Turnieren der ITF Women’s World Tennis Tour an, wo sie bisher vier Titel im Einzel und 22 im Doppel gewinnen konnte.

### College Tennis
2014 bis 2018 spielte Lakkutowa für die Damentennismannschaft der Tulsa Golden Hurricanes der University of Tulsa (Oklahoma). Sie gewann mit ihrer Mannschaft in vier Jahren dreimal die Meisterschaft der American Athletic Conference.

## Turniersiege

### Einzel
| Nr. | Datum             | Turnier    | Kategorie | Belag             | Finalgegnerin          | Ergebnis      |
| --- | ----------------- | ---------- | --------- | ----------------- | ---------------------- | ------------- |
| 1.  | 1. Mai 2022       | Antalya    | ITF W15   | Sand              | Inês Murta             | 6:3, 2:6, 6:4 |
| 2.  | 27. November 2022 | Antalya    | ITF W15   | Sand              | Emma Léné              | 4:6, 6:1, 6:1 |
| 3.  | 17. März 2024     | Qaraghandy | ITF W15   | Hartplatz (Halle) | Lee Eun-hye            | 6:4, 3:6, 6:3 |
| 4.  | 21. April 2024    | Schymkent  | ITF W15   | Sand              | Walerija Juschtschenko | 6:0, 6:2      |

### Doppel
| Nr. | Datum             | Turnier             | Kategorie   | Belag             | Partnerin                 | Finalgegnerinnen                             | Ergebnis            |
| --- | ----------------- | ------------------- | ----------- | ----------------- | ------------------------- | -------------------------------------------- | ------------------- |
| 1.  | 30. Dezember 2016 | Rabat               | ITF $10.000 | Sand              | Victoria Muntean          | Jessica Bertoldo Sara Marcionni              | 3:6, 7:5, [10:5]    |
| 2.  | 26. Oktober 2019  | Nanning             | ITF W25     | Hartplatz         | Raluca Șerban             | Cao Siqi Wang Danni                          | 6:2, 6:4            |
| 3.  | 31. Oktober 2020  | Scharm asch-Schaich | ITF W15     | Hartplatz         | Darja Mischina            | Anastasia Gasanowa Walerija Strachowa        | 5:7, 7:66, [10:4]   |
| 4.  | 7. November 2020  | Scharm asch-Schaich | ITF W15     | Hartplatz         | Darja Mischina            | Valentina Ryser Lulu Sun                     | 7:63, 6:72, [12:10] |
| 5.  | 6. November 2021  | Antalya             | ITF W15     | Sand              | Alexandra Pospelowa       | Back Da-yeon Tian Fangran                    | 2:6, 6:2, [10:6]    |
| 6.  | 4. Dezember 2021  | Antalya             | ITF W15     | Sand              | Amarissa Tóth             | Claudia Hoste Ferrer Carlota Martínez Círez  | 6:0, 7:5            |
| 7.  | 12. Dezember 2021 | Antalya             | ITF W15     | Sand              | Amarissa Tóth             | Mariana Dražić Jazmín Ortenzi                | 6:4, 6:2            |
| 8.  | 25. Dezember 2021 | Monastir            | ITF W15     | Sand              | Ng Man-ying               | Andrė Lukošiūtė Eliz Maloney                 | 7:5, 6:3            |
| 9.  | 1. Januar 2022    | Monastir            | ITF W15     | Hartplatz         | Jaroslawa Bartaschewitsch | Haruna Arakawa Victoria Muntean              | 6:2, 6:1            |
| 10. | 26. März 2022     | Antalya             | ITF W15     | Sand              | Amarissa Tóth             | Sapfo Sakellaridi Anastassija Solotarjowa    | 7:64, 1:6, [10:7]   |
| 11. | 30. April 2022    | Antalya             | ITF W15     | Sand              | Misaki Matsuda            | Rina Saigō Yukina Saigō                      | 7:5, 6:4            |
| 12. | 10. Dezember 2022 | Oberpullendorf      | ITF W15     | Hartplatz (Halle) | Mia Kupres                | Arabella Koller Mavie Österreicher           | 7:5, 7:5            |
| 13. | 31. Dezember 2022 | Gwalior             | ITF W15     | Hartplatz         | Vaidehi Chaudhari         | Vaishnavi Adkar Saumya Vig                   | 6:1, 7:63           |
| 14. | 9. April 2023     | Bujumbura           | ITF W25     | Sand              | Fanny Östlund             | Jasmijn Gimbrère Jasmin Jebawy               | 6:4, 6:3            |
| 15. | 22. April 2023    | Kuršumlijska Banja  | ITF W15     | Sand              | Katarína Kužmová          | Leonie Küng Bojana Marinković                | 7:5, 6:3            |
| 16. | 24. Juni 2023     | Santo Domingo       | ITF W25     | Sand              | María Herazo González     | Ana Sofía Sánchez Julija Starodubzewa        | 2:6, 6:4, [11:9]    |
| 17. | 1. Juli 2023      | Santo Domingo       | ITF W25     | Sand              | Leonie Küng               | Noelia Bouzo Zanotti Martina Capurro Taborda | 6:4, 3:6, [10:3]    |
| 18. | 30. März 2024     | Antalya             | ITF W15     | Sand              | Anastassija Gretschkina   | Jekaterina Owtscharenko Katerina Tsygourova  | 6:3, 6:1            |
| 19. | 25. Mai 2024      | Kuršumlijska Banja  | ITF W35     | Sand              | Radka Zelníčková          | Michaela Bayerlová Lia Karatantschewa        | 5:7, 7:63, [11:9]   |
| 20. | 15. Juni 2024     | Kuršumlijska Banja  | ITF W15     | Sand              | Alexandra Schubladse      | Kaylah McPhee Zuzanna Pawlikowska            | 6:4, 7:5            |
| 21. | 6. Juli 2024      | Hillcrest           | ITF W35     | Hartplatz         | Verena Meliss             | Isabella Kruger Zoë Kruger                   | 6:2, 7:5            |
| 22. | 31. August 2024   | Brașov              | ITF W35     | Sand              | Nina Vargová              | Maryna Kolb Nadija Kolb                      | 6:3, 6:4            |

## Auszeichnungen
Laskutowa wurde während ihrer College-Tennis-Karriere mehrmals von der American Athletic Conference ausgezeichnet, unter anderem 2017 als Spielerin des Monats und 2018 als Spielerin des Jahres.